# 36 Łużycki Pułk Piechoty
36 Łużycki pułk piechoty – oddział piechoty ludowego Wojska Polskiego.
Pułk wchodził w skład 8 Drezdeńskiej Dywizji Piechoty z 2 Armii Wojska Polskiego.

## Formowanie
Sformowany w Siedlcach na podstawie rozkazu nr 8 Naczelnego Dowództwa Wojska Polskiego z 20 sierpnia 1944 w oparciu o sowiecki etat pułku strzeleckiego nr 04/501. Zaprzysiężenia dokonano 21 października 1944 w Mordach.
Skład etatowy
dowództwo i sztab
- 3 bataliony piechoty
- kompanie: dwie fizylierów, przeciwpancerna, rusznic ppanc, łączności, sanitarna, transportowa
- baterie: działek 45 mm, dział 76 mm, moździerzy 120 mm
- plutony: zwiadu konnego, zwiadu pieszego, saperów, obrony pchem, żandarmerii

Razem:
żołnierzy 2915 (w tym oficerów – 276, podoficerów 872, szeregowców – 1765).
Sprzęt:
162 rkm, 54 ckm, 66 rusznic ppanc, 12 armat ppanc 45 mm, 4 armaty 76 mm, 18 moździerzy 50 mm, 27 moździerzy 82 mm, 8 moździerzy 120 mm

## Działania bojowe
Od chwili sformowania do zakończenia wojny pułk walczył w składzie 8 Dywizji Piechoty. Forsując Nysę zdobył przyczółek. Następnie walczył na kierunku Nieder-Neundorf, Wehrkirch, Ödernitz i Diehsa. Ścigał nieprzyjaciela w kierunku Drezna, a podczas odpierania niemieckich uderzeń pancernych z południa toczył walki obronne na południe od Niska. Następnie walczył na północ od Budziszyna pod Gross- i Kleinwelka. W operacji praskiej kontynuował pościg w Sudetach, walczył pod Lisci i Mikulašovice. Szlak bojowy zakończył 10 maja 1945 r. we wsi Lukov.
|  |  |

## Sztandar pułku
Sztandar został wręczony pułkowi w dniu jego przysięgi 23 października 1944 w Siedlcach
.
Opis sztandaru:
Płat o wymiarach 82 × 124 cm. Drzewce z jasnego drewna. Głowica w kształcie ażurowego płaskiego grotu, wewnątrz którego w otoku wieńca laurowo-dębowego dwustronnie przytwierdzone dwa orły tego samego typu co noszone na czapkach 1 Armii Wojska Polskiego.
Strona główna:
Na biało-czerwonym tle, na czerwonym aplikowanym polu w kształcie koła haftowany białą nicią orzeł.
Strona odwrotna:
Na biało-czerwonym tle napis haftowany czarną nicią: „36 PUŁK PIECHOTY”, poniżej haftowane zielono-czarną nicią dwie skrzyżowane gałązki.

## Pułk w okresie pokoju

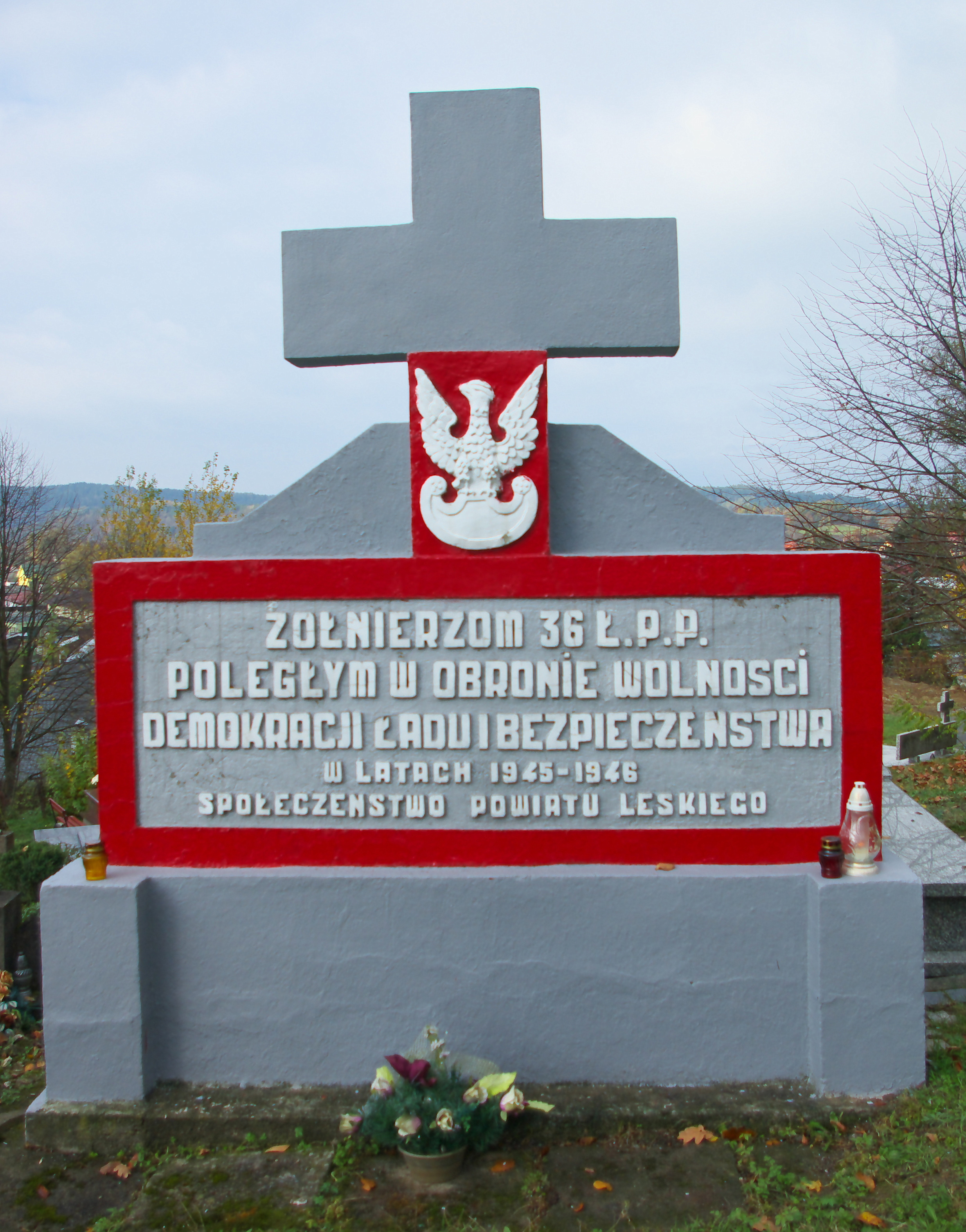
Pomnik poległych w latach 1945-1946 żołnierzy 36 pp na cmentarzu w Lesku

Po krótkim pobycie w Niemczech pułk powrócił do kraju i rozpoczął służbę patrolową na granicy zachodniej. 20 maja 1945 dowódca pułku wysłał na samochodach grupę operacyjną, która miała jak najszybciej wystawić posterunek na moście na Odrze w Nowej Soli. Potem pułk ochraniał odcinek od Sulechowa do Nowej Soli. Jego sztab stacjonował w Kargowej. 20 maja 1945 pułk przeszedł do obrony granicy na Nysie Łużyckiej. Obsadził 25-kilometrowy odcinek od Zasiek do Mużakowa. Sztab stacjonował w Tuplicach.
W październiku 1946 36 pp został czasowo podporządkowany dowódcy 9 Drezdeńskiej Dywizji Piechoty i działał na terenie województwa rzeszowskiego przeciw oddziałom UPA. Kilka tygodni później wrócił w skład macierzystej dywizji i przetransportowany został do Łowicza. Tam zajął „czerwone koszary”, w których to przed wojną stacjonował 10 pułk piechoty. Rozpoczął służbę garnizonową i szkolenie rekrutów.
Na podstawie rozkazu MON nr 0046/Org. z 30 marca 1949 dowódca 8 DP przekazał 36 pułk piechoty – JW 1784 Łowicz w podporządkowanie dowódcy 2 DP. Tym samym rozkazem przedyslokowany został do Lublińca i zakwaterowany przy ul. 15 Grudnia, a później przy Sobieskiego.
Rozkazem MON nr 0026/Org. z 4 września 1956 pułk podporządkowano dowódcy 7 Dywizji Piechoty z Nysy. 7 Dywizja w tym czasie reorganizowała się i przejęła nazwę rozwiązywanej 2 Dywizji Piechoty z Częstochowy. W tym samym został skadrowany i przekształcany w 36 pułk zmechanizowany. W kolejnych miesiącach rozwiązany.

### Tradycje
Na podstawie rozkazu nr 07/MON Ministra Obrony Narodowej z 4 maja 1967 w sprawie przekazania jednostkom wojskowym historycznych nazw i numerów oddziałów frontowych oraz ustanowienia dorocznych świąt jednostek (Dz. Rozk. Tjn. MON Nr 5, poz. 21) nazwę 36 Łużyckiego pułku zmechanizowanego przyjął 39 pułk zmechanizowany z Trzebiatowa.

### Miejsce stacjonowania jednostki
- 1945: Kargowa – w okresie służby granicznej
- 1945: Lesko
- 1949: Łowicz, ul. Stanisławskiego
- 1949 – 1956: Lubliniec, ul. 15 Grudnia, ul. Sobieskiego 35

## Żołnierze pułku
Dowódcy pułku
- ppłk Mikołaj Kiryluk (28 sierpnia 1944 – do końca wojny)[1]

| Krzyżem Srebrnym Orderu „Virtuti Militari” | Krzyżem Srebrnym Orderu „Virtuti Militari” | Krzyżem Grunwaldu III klasy | Krzyżem Grunwaldu III klasy |
| --- | --- | --- | --- |
| ppor. Ryszard Czarkowski ppor. Stanisław Rutkowski ppor. Józef Serbul kpt. Tadeusz Tymicki ppor. Wiktor Zajcew | ppor. Ryszard Czarkowski ppor. Stanisław Rutkowski ppor. Józef Serbul kpt. Tadeusz Tymicki ppor. Wiktor Zajcew | ppor. Jerzy Herman ppor. Waldemar Kotwicz ppor. Henryk Krzekotowski por. Kazimierz Magdziak por. Ryszard Szudrawski kpt. Tadeusz Tymicki por Franciszek Woś | ppor. Jerzy Herman ppor. Waldemar Kotwicz ppor. Henryk Krzekotowski por. Kazimierz Magdziak por. Ryszard Szudrawski kpt. Tadeusz Tymicki por Franciszek Woś |
| Krzyżem Walecznych | | | |
| kpr. Adamski Stanisław strz. Ambroz Jan ogn. Andruszczuk Piotr ppor. Banaszek Roman ppor. Błum Eryk plut. Błażejewski Zygmunt plut. Bogiel Edward kpr. Bronowicki Witold ppor. Budzicz Stanisław strz. Cegalko Julian kpr. Cegiełko Zygmunt plut. Celusta Zygmunt kpr. Charkiewicz Michał kpr. Chlebowicz Władysław st. strz. Chmielewski Stanisław kpr. Chodacewicz Antoni plut. Chodkiewicz Stanisław sierż. pehor. Chudzik Józef strz. Cygan Tadeusz ppor. Czarkowski Ryszard bomb. Czemeryk Tadeusz strz. Czernuszewicz Albin strz. Dalecki Józef strz. Dalecki Antoni plut. Danielewski Józef plut. Dobrowolski Jerzy ppor. Domański Wacław plut. Drewnowski Czesław sierż. Dukszt Stefan st. sierż. Dylawerski Józef chor. Dzikowski Michał kpr. Fiedzikowicz Józef kpr. Galas Wojciech kpr. Goleń Henryk ppor. Golonkiewicz Kazimierz bomb. Grzęda Stanisław kpr. Gudelajtis Wincenty ppor. Iwanicki Stanisław strz. Iwanowski Józef strz. Jakubasik Józef plut. pchor. Janczewski Maksymilian plut. Jankowski Jan sierż. Janusz Władysław plut. Jaśkiewicz Adam plut. Jasztold-Howorko Emil strz. Jodczyk Edmund sierż. Jozenko Stanisław st. strz. Juchniewicz Bronisław | st. sierż. Kaczmarski Roman sierż. Kaczyński Marian por. Kalinowski Marian plut. Karnacewicz Aleksander plut. Kiezik Kazimierz chor. Kijek Tadeusz sierż. Knapowski Stefan kpr. Koc Tadeusz sierż. Kojtych Wacław sierż. Koller Józef por. Kołodziej Wiesław kpr. Komicz Wacław ppor. Koziara Józef ppor. Komaszyński Aleksander kpr. Kosiorek Tadeusz plut. Korkuć Kazimierz ppor. Kotowicz Waldemar strz. Kowalczyk Stanisław kpr. Kowalski Marian st. sierż. Kowalski Michał plut. Kraszewski Feliks sierż. Krawczyk Nikifor kpr. Krotowski Jan plut. Krupa Bronisław strz. Kulik Józef por. Kulikow Wasyl plut. Labnarski Józef strz. Latoszek Antoni strz. Lepis Wincenty kpr. Lisicki Jerzy plut. Lubieniecki Józef strz. Łukasiuk Michał plut. Mankiewicz Adolf kpr. Masiukiewicz Władysław kpr. Matysiak Roman chor. Mendelowski Stanisław kpr. Miechowicz Henryk st. strz. Mierzwa Marian strz. Mikoszo Józef ppor. Moniuk Borys plut. Mrozowski Włodzimierz strz. Mucha Jan strz. Musko Jakub kpr. pchor. Nadecki Zygmunt | strz. Narusek Mieczysław st. strz. Nawrocki Edmund kpr. Nawrocki Józef plut. Nieofitow Mikołaj kpr. Niezgoda Stanisław kpr. Nowak Stanisław plut. Nowakowski Eugeniusz ppor. Nowicki Longin por. Ochalski Julian kpr. Ochnio Eugeniusz plut. Okrasiński Antoni bomb. Olszewski Wacław ppor. Ostrowski Bolesław strz. Ozimek Franciszek kan. Pacyna Witold plut. Paczewicz Wiktor kpr. Paczkowski Antoni kpr. Panaszczuk Stanisław kpr. Parszo Józef chor. Pawłowicz Elmunel kpr. Piasecki Stanisław strz. Pietruszko Hieronim plut. Piłat Zenon plut. Pilewicz Michał bomb. Pindor Stanisław strz. Piotrowski Czesław kpr. Pisiuk Karol kpr. Podleśny Jan plut. Polak Witaliusz strz. Polito Leon strz. Popakul Alfons chor. Popik Kazimierz strz. Poźniak Józef kpr. Radecki Zygmunt kpr. Radziewicz Tadeusz st. sierż. Rogala Stanisław st. sierż. Rola Paweł kpr. Ropengo Stanisław strz. Sadowski Ludwik plut. Saluć Ryszard plut. Sawicki Izydor plut. Sawoniewicz Konstanty kpr. Sejbuk Antoni | sierż. Siedlucki Jan plut. Siemiaszko Władysław plut. Simonienko Dymitr strz. Sienkowiec Antoni ppor. Słonecki Adam kpr. Smoktunowicz Włodzimierz kpr. Sobolewski Stanisław kpr. Spirydowicz Czesław strz. Stelmaszonek Józef ppor. Stodolski Stanisław ppor. Suchowieeki Aleksander strz. Suszczyński Kazimierz strz. Szyliński Bronisław plut. Świataszczyk Ignacy sierż. pchor. Symowicz Henryk sierż. Szczepański Tadeusz kpr. Szemiot Tadeusz strz. Szydłowski Marcin st. strz. Szymanek Mieczysław kan. Szymański Stanisław ppor. Śmiegielski Andrzej chor. Talecki Bolesław ppor. Tarała Edward st. strz. Tatarynowicz Antoni plut. Tomasz Stefan st. strz. Trapszo Piotr kpr. Tuchowski Władysław kpr. Wasyl Edward ppor. Wawruszak Longin por. Wiewiórowski Tadeusz kpr. Wojciechowski Józef kpr. Wojtuś Władysław kpr. Wołoszyn Walenty kpr. Wójcicki Józef st. sierż. Wójcik Władysław kpt. Wyrzywniak Wacław strz. Zacharczuk Bolesław kpr. Zakrzewski Stanisław plut. Zelichowicz Jan kpr. Zieliński Władysław plut. Ziemiec Antoni kpr. Zien Zdzisław ppor. Żarczyński Władysław chor. Żurawski Antoni |